# سبال دنيسوني
سبال دنيسوني (الاسم العلمي:Sabal denisoni) هو نوع نباتي يتبع جنس السبال من فصيلة الفوفلية.